# Wasenmühle (Gebsattel)
Wasenmühle ist ein Gemeindeteil der Gemeinde Gebsattel im Landkreis Ansbach (Mittelfranken, Bayern). Wasenmühle liegt in der Gemarkung Gebsattel.

## Geografie
Die Einöde liegt an der Tauber. Sie ist heute als Haus Nr. 19 des Wasenmühlwegs in Gebsattel aufgegangen. Dieser führt 150 Meter weiter westlich zur Rothenburger Straße bzw. 300 Meter weiter östlich zur Hauptstraße (= Staatsstraße 2249).

## Geschichte
Mit dem Gemeindeedikt (frühes 19. Jahrhundert) wurde Wasenmühle dem Steuerdistrikt und der Ruralgemeinde Gebsattel zugewiesen.

### Baudenkmal
- Wasenmühlweg 19: ehemalige Mühle, Satteldachbau mit Fachwerkobergeschoss, 1750[5]

### Einwohnerentwicklung
| Jahr      | 001818 | 001840 | 001861 | 001871 | 001885 | 001900 | 001925 | 001950 | 001961 | 001970 | 001987 |
| Einwohner | 6      | 7      | 11     | 9      | 11     | *      | *      | *      | *      | *      | *      |
| Häuser    | 1      | 1      |        |        | 1      | *      | *      | *      | *      |        | *      |
| Quelle    | [ 7 ]  | [ 8 ]  | [ 9 ]  | [ 10 ] | [ 11 ] | [ 12 ] | [ 13 ] | [ 14 ] | [ 15 ] | [ 16 ] | [ 17 ] |

## Religion
Der Ort ist römisch-katholisch geprägt und bis heute nach St. Laurentius (Gebsattel) gepfarrt. Die Protestanten sind nach St. Leonhard (Rothenburg ob der Tauber) gepfarrt.